# Spetsstjärtad ibis
Spetsstjärtad ibis (Cercibis oxycerca) är en sydamerikansk fågel i familjen ibisar inom ordningen pelikanfåglar. Arten är fåtalig men beståndet anses ändå vara livskraftigt.

## Utseende
Spetsstjärtad ibis är en 76–86 cm lång medlem av familjen, med ett rätt unikt utdraget utseende skapat av den ovanligt långt utstickande stjärten. Fjäderdräkten är övervägande glansigt svart, med röd näbb och röda ben, röd bar hud i ansiktet, orangefärgade hudflikar och en vitaktig kindfläck. Den liknar endast rödmaskad ibis, men är mycket större, med annorlunda proportioner och en buskig tofs i nacken.

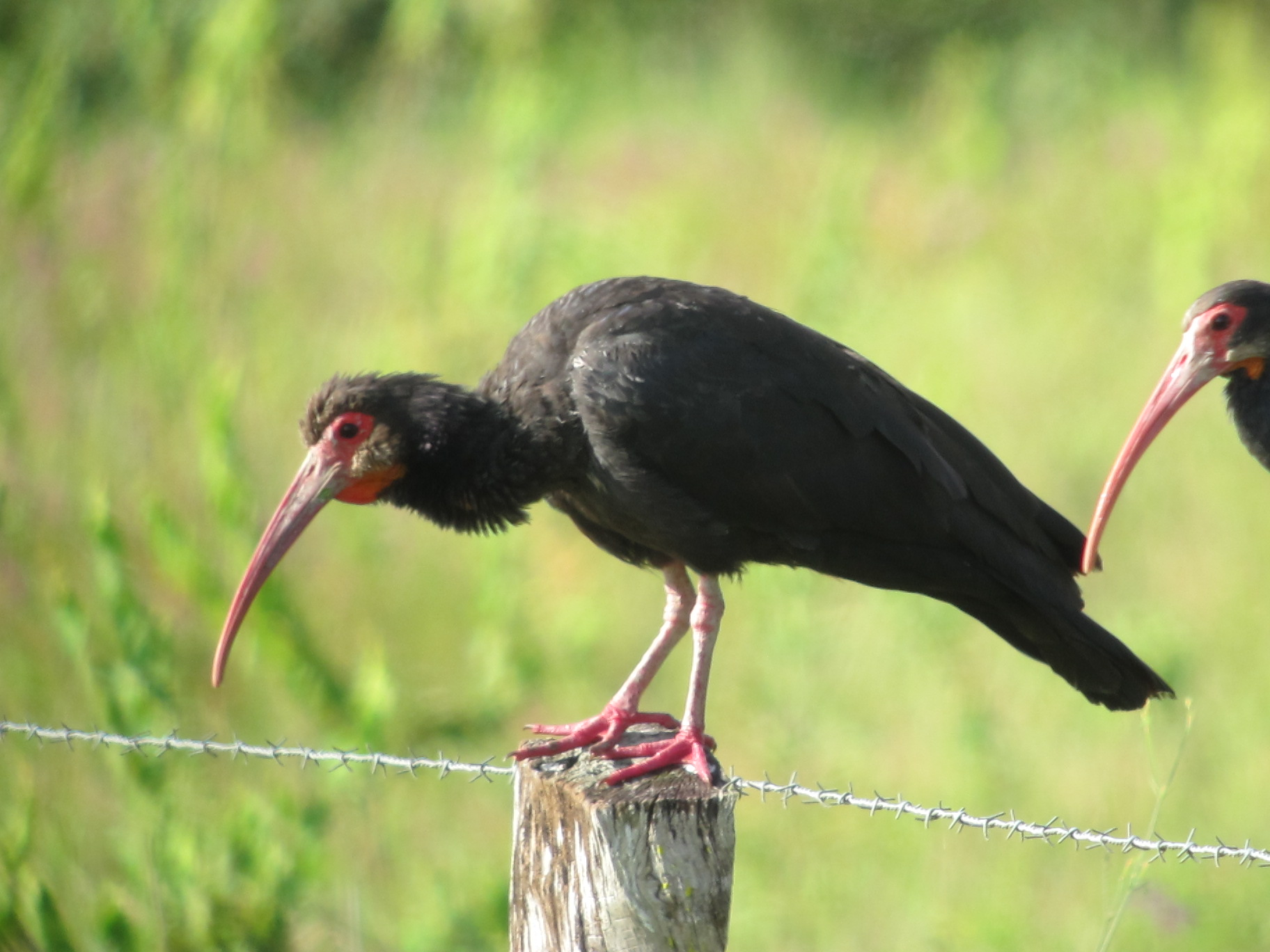

## Läte
Arten är rätt talför. I flykten hörs nasala och utdragna trumpetanden, "tah-taaaah" eller "tah-taaah-taaah-taaah-taaah". Från sittande fågel hörs likaledes nasala men kortare ljud från fåglar som fyller i varandra, där en låter ett "kah-kah-kah..." som svaras av ett "kow" i längre intervaller från en annan fågel. Även dämpade och mörkare stönande "grrrrrrrreh" kan höras.

## Utbredning och systematik
Spetsstjärtad ibis placeras som enda art i släktet Cercibis. Fågeln förekommer på de gräsmarker som kallas llanos i östra Colombia och Venezuela. Den finns även i sydvästra Guyana och östra Roraima i Brasilien och i Surinam.

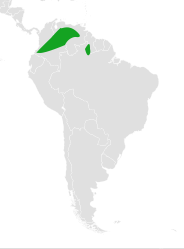
Utbredningsområdet för spetsstjärtad ibis.

## Levnadssätt
Spetsstjärtad ibis hittas på savann utmed vattendrag, men även i öppna våtmarker, leriga risfält och fuktiga gräsmarker. Den har också rapporterats födosöka i översvämmad galleriskog under regnperioden. Arten påträffas i låglänta områden, från havsnivån upp till 500 meters höjd. Födan tros bestå huvudsakligen av insekter, men den tar även groddjur, daggmaskar, kräftdjur och sniglar. Den födosöker ensam, i par, i familjegrupper eller småflockar genom att gå fram och födosöka i leran, djupare än andra ibisar i området. Arten häckar i träd, men dess häckningsbiologi är i övrigt okänd.

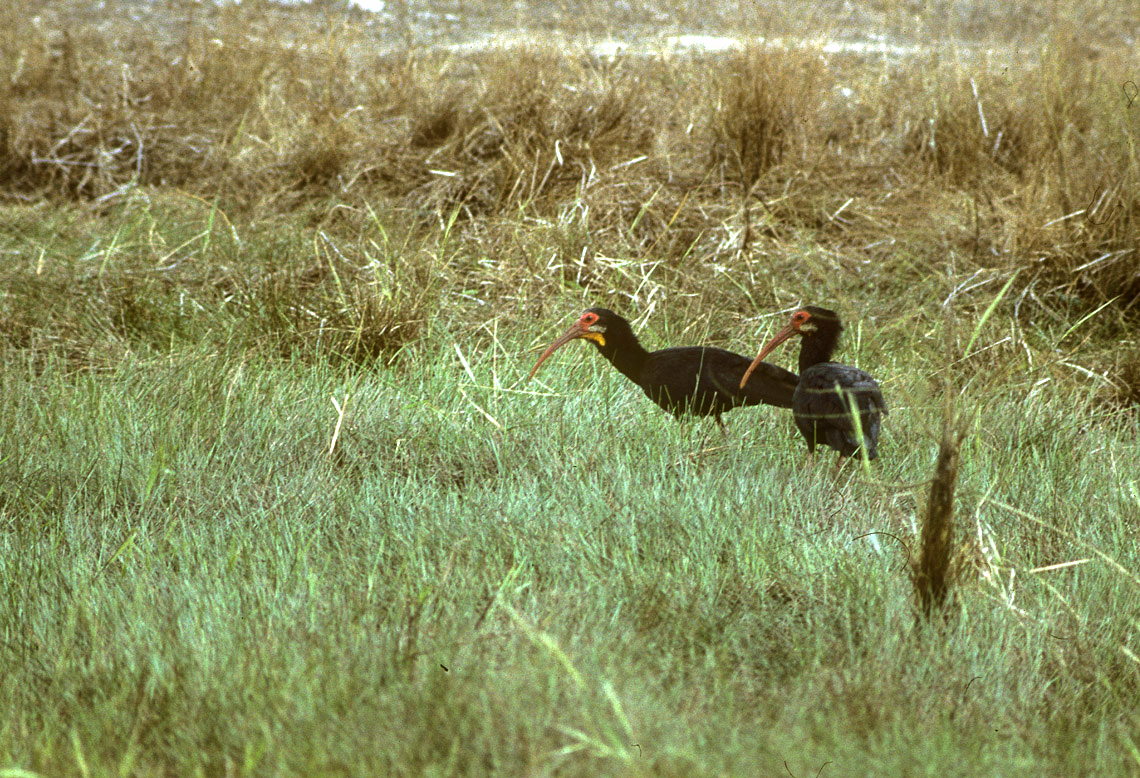

## Status
Spetsstjärtad ibis har en rätt liten världspopulation bestående av uppskattningsvis mellan 6.700 och 17.000 vuxna individer. Utbredningsområdet är dock relativt stort och den tros inte minska i antal. Internationella naturvårdsunionen IUCN kategoriserar därför arten som livskraftig.

## Namn
Fågelns vetenskapliga artnamn oxycerca betyder just "spetsstjärtad", medan släktesnamnet Cercibis är en kombination av grekiska kerkos och ibis, det vill säga "stjärtibis".